# Anton Fuchs
Anton Fuchs, né le 29 janvier 1920 à Vienne et mort le 24 août 1995 à Klagenfurt, est un écrivain autrichien.